# Biały Zdrój (gromada)
Biały Zdrój – dawna gromada, czyli najmniejsza jednostka podziału terytorialnego Polskiej Rzeczypospolitej Ludowej w latach 1954–1972.
Gromady, z gromadzkimi radami narodowymi (GRN) jako organami władzy najniższego stopnia na wsi, funkcjonowały od reformy reorganizującej administrację wiejską przeprowadzonej jesienią 1954 do momentu ich zniesienia z dniem 1 stycznia 1973, tym samym wypierając organizację gminną w latach 1954–1972.
Gromadę Biały Zdrój z siedzibą GRN w Białym Zdroju utworzono – jako jedną z 8759 gromad na obszarze Polski – w powiecie białogardzkim w woj. koszalińskim na mocy uchwały nr 43/54 WRN w Koszalinie z dnia 5 października 1954. W skład jednostki weszły obszary dotychczasowych gromad Biały Zdrój, Bystrzyno, Ciechnowo, Krosino, Krzecko i Niemierzyno ze zniesionej gminy Biały Zdrój w tymże powiecie. 
13 listopada 1954 (z mocą wstecz od 1 października 1954) gromadę włączono do nowo utworzonego powiatu świdwińskiego w tymże województwie, gdzie ustalono dla niej 12 członków gromadzkiej rady narodowej.
29 lutego 1956 z gromady Biały Zdrój wyłączono wieś PGR Krzycko, włączając ją do gromady Sławoborze w tymże powiecie.
31 grudnia 1959 z gromady Biały Zdrój wyłączono wieś Ciechnowo, włączając ją do gromady Sławoborze w tymże powiecie, po czym gromadę Biały Zdrój zniesiono, a jej (pozostały) obszar włączono do nowo utworzonej gromady Świdwin tamże.